# Șevcenko, Oceac
Șevcenko (în ucraineană Шевченко) este un sat în comuna Kameanka din raionul Oceac, regiunea Mîkolaiiv, Ucraina.

## Demografie
Componența lingvistică a localității Șevcenko
     Ucraineană (91,72%)
     Rusă (3,18%)
     Română (3,18%)
Conform recensământului din 2001, majoritatea populației localității Șevcenko era vorbitoare de ucraineană (91,72%), existând în minoritate și vorbitori de rusă (3,18%), română (3,18%) și găgăuză (1,27%).